# Zavelim
Zavelim (en cyrillique : Завелим) est un village de Bosnie-Herzégovine. Il est situé dans la municipalité de Posušje, dans le canton de l'Herzégovine de l'Ouest et dans la fédération de Bosnie-et-Herzégovine. Selon les premiers résultats du recensement bosnien de 2013, il compte 212 habitants.

## Géographie
Le village est situé à la frontière entre la Bosnie-Herzégovine et la Croatie.

## Démographie

### Évolution historique de la population dans la localité
| 1948 | 1953 | 1961 | 1971 | 1981 | 1991 | 2013 |
| ---- | ---- | ---- | ---- | ---- | ---- | ---- |
| -    | -    | 576  | 532  | 314  | 309  | 212  |

|  |